# چانکا
چانکا (به اسپانیایی: Chhanka) یک کوه در پرو است که در استان کاخاتامبو واقع شده‌است. چانکا ۵٬۰۵۰ متر بالاتر از سطح دریا واقع شده‌است.